# Radek Drulák
Radek Drulák (* 12. Januar 1962 in Olmütz) ist ein ehemaliger tschechischer Fußballspieler.

## Karriere
Drulák begann mit dem Fußballspielen bei Spartak Hulín, mit 15 Jahren wechselte der Stürmer zum TJ Gottwaldov. 1981 ging er zu RH Cheb, um dort seinen Wehrdienst abzuleisten. Nach einem halben Jahr wurde er an RH Sušice ausgeliehen, kehrte nach sechs Monaten aber wieder nach Cheb zurück. Dort entwickelte sich Drulák zu einem Torjäger und wurde 1984 in die Tschechoslowakische Nationalmannschaft berufen.
Ab 1987 setzte er seine Karriere bei Sigma Olomouc fort, auch dort hatte er eine außerordentlich hohe Trefferquote vorzuweisen. Anfang 1991 wechselte er zur Saison 1990/91 zum VfB Oldenburg in die 2. Bundesliga. In der Saison 1991/92 wurde er mit 21 Treffern Torschützenkönig der 2. Bundesliga. Nach der darauffolgenden Saison verließ Radek Drulák den VfB Oldenburg und wechselte zum Chemnitzer FC. Dort spielte er eine Saison und verließ dann Deutschland, um wieder in Tschechien, zunächst für Petra Drnovice, anschließend, mit Zwischenstation beim FC Linz, erneut für Sigma Olomouc zu spielen. Während seiner Zeit in der 2. Bundesliga schoss er 50 Tore in 101 Spielen.
Bei der Fußball-Europameisterschaft 1996 in England stand er im Aufgebot der tschechischen Nationalmannschaft. Dort kam er im Gruppenspiel gegen Deutschland und im Halbfinale gegen Frankreich zum Einsatz.
In insgesamt 19 Länderspielen erzielte er sechs Tore.